# Murdock (Minnesota)
Murdock ist eine Kleinstadt (mit dem Status „City“) im Swift County im US-amerikanischen Bundesstaat Minnesota. Das U.S. Census Bureau hat bei der Volkszählung 2020 eine Einwohnerzahl von 306 ermittelt.

## Geografie
Murdock liegt im Westen Minnesotas auf 45°13′26″ nördlicher Breite und 95°23′36″ westlicher Länge. Das Stadtgebiet erstreckt sich über eine Fläche von 1,45 km².
Benachbarte Orte von Murdock sind Kerkhoven (6,7 km südöstlich) und De Graff (7,5 km nordwestlich).
Die nächstgelegenen größeren Städte sind Minneapolis (182 km östlich), Minnesotas Hauptstadt Saint Paul (201 km in der gleichen Richtung), Rochester (323 km südöstlich), Sioux Falls in South Dakota (257 km südwestlich) und Fargo in North Dakota (226 km nordnordwestlich).

## Verkehr
Der U.S. Highway 12 verläuft in Nordwest-Südost-Richtung als Hauptstraße durch Murdock. Alle weiteren Straßen sind untergeordnete Landstraßen, teils unbefestigte Fahrwege oder innerstädtische Verbindungsstraßen.
Parallel zum US 12 verläuft eine Eisenbahnlinie der BNSF Railway durch das Stadtgebiet von Murdock.
Mit dem Murdock Municipal Airport befindet sich im südwestlichen Stadtgebiet ein kleiner Flugplatz. Der nächste Großflughafen ist der Minneapolis-Saint Paul International Airport (200 km ostsüdöstlich).

## Geschichte
Der Ort wurde 1878 von Sabin S. Murdock, einem Manager und Landbesitzer, planmäßig angelegt. Im gleichen Jahr wurde eine Poststation eingerichtet, die vom Besitzer des gleichfalls dort angelegten Gemischtwarenladens im Auftrag der Regierung unterhalten wurde. Im Januar 1881 wurde der Ort erstmals inkorporiert. Endgültig inkorporiert wurde Murdock im Jahr 1898.

## Demografische Daten
Nach der Volkszählung im Jahr 2010 lebten in Murdock 278 Menschen in 117 Haushalten. Die Bevölkerungsdichte betrug 191,7 Einwohner pro Quadratkilometer. In den 117 Haushalten lebten statistisch je 2,38 Personen.
Ethnisch betrachtet setzte sich die Bevölkerung zusammen aus 95,0 Prozent Weißen sowie 4,0 Prozent aus anderen ethnischen Gruppen; 1,1 Prozent stammten von zwei oder mehr Ethnien ab. Unabhängig von der ethnischen Zugehörigkeit waren 7,2 Prozent der Bevölkerung spanischer oder lateinamerikanischer Abstammung.
27,0 Prozent der Bevölkerung waren unter 18 Jahre alt, 62,6 Prozent waren zwischen 18 und 64 und 10,4 Prozent waren 65 Jahre oder älter. 51,8 Prozent der Bevölkerung war weiblich.

Das mittlere jährliche Einkommen eines Haushalts lag bei 50.000 USD. Das Pro-Kopf-Einkommen betrug 23.105 USD. 3,4 Prozent der Einwohner lebten unterhalb der Armutsgrenze.